# Oberliga Nord 1952/53
In 1952/53 werd het zesde kampioenschap gespeeld van de Oberliga Nord, een van de vijf hoogste klassen in het West-Duitse voetbal. Hamburger SV werd kampioen en Holstein Kiel vicekampioen. Beide clubs plaatsten zich voor de eindronde om de Duitse landstitel. HSV werd derde in zijn groep en Kiel laatste.

## Eindstand
| Plaats | Club                | Wed. | W  | G  | V  | Saldo | Ptn. |
| ------ | ------------------- | ---- | -- | -- | -- | ----- | ---- |
| 1.     | Hamburger SV        | 30   | 18 | 7  | 5  | 78:57 | 43   |
| 2.     | Holstein Kiel       | 30   | 15 | 9  | 6  | 66:38 | 39   |
| 3.     | Werder Bremen       | 30   | 15 | 7  | 8  | 71:55 | 37   |
| 4.     | VfL Osnabrück       | 30   | 15 | 5  | 10 | 66:47 | 35   |
| 5.     | 1. SC Göttingen 05  | 30   | 13 | 6  | 11 | 73:57 | 32   |
| 6.     | Altonaer FC 1893    | 30   | 13 | 6  | 11 | 73:69 | 32   |
| 7.     | Hannover 96         | 30   | 10 | 10 | 10 | 52:53 | 30   |
| 8.     | TuS Bremerhaven 93  | 30   | 9  | 11 | 10 | 50:60 | 29   |
| 9.     | FC St. Pauli        | 30   | 11 | 6  | 13 | 62:57 | 28   |
| 10.    | Eimsbütteler TV     | 30   | 12 | 4  | 14 | 59:62 | 28   |
| 11.    | VfB Lübeck          | 30   | 9  | 10 | 11 | 46:63 | 28   |
| 12.    | SV Arminia Hannover | 30   | 9  | 9  | 12 | 51:62 | 27   |
| 13.    | Bremer SV           | 30   | 12 | 2  | 6  | 65:71 | 26   |
| 14.    | Harburger TB 1865   | 30   | 11 | 2  | 17 | 47:47 | 24   |
| 15.    | Concordia Hamburg   | 30   | 8  | 7  | 15 | 47:62 | 23   |
| 16.    | Eintracht Osnabrück | 30   | 5  | 9  | 16 | 54:76 | 19   |

|  | Kampioen, geplaatst voor nationale eindronde |
|  | Geplaatst voor nationale eindronde           |
|  | Degradatie                                   |

## Promotie-eindronde

### Groep A
| Plaats | Club                   | Wed. | Wa | G | V | Saldo | Ptn. |
| ------ | ---------------------- | ---- | -- | - | - | ----- | ---- |
| 1.     | Eintracht Braunschweig | 6    | 5  | 0 | 1 | 17:03 | 10   |
| 2.     | ASV Bergedorf 85       | 6    | 3  | 0 | 3 | 06:10 | 6    |
| 3.     | VfL Wolfsburg          | 6    | 2  | 1 | 3 | 07:09 | 5    |
| 4.     | VfR Neumünster         | 6    | 1  | 1 | 4 | 04:12 | 3    |

|  | Promotie naar Oberliga Nord 1953/54 |

### Groep B
| Plaats | Club                | Wed. | Wa | G | V | Saldo | Ptn. |
| ------ | ------------------- | ---- | -- | - | - | ----- | ---- |
| 1.     | SC Victoria Hamburg | 6    | 4  | 1 | 1 | 16:10 | 9    |
| 2.     | ATSV Bremen 1860    | 6    | 4  | 0 | 2 | 17:13 | 8    |
| 3.     | VfB Oldenburg       | 6    | 2  | 2 | 2 | 11:10 | 6    |
| 4.     | 1. FC Phönix Lübeck | 6    | 0  | 1 | 5 | 08:19 | 1    |

Eintracht Nordhorn verzaakte aan deelname en werd vervangen door VfB Oldenburg. 